# Música afroestadounidense

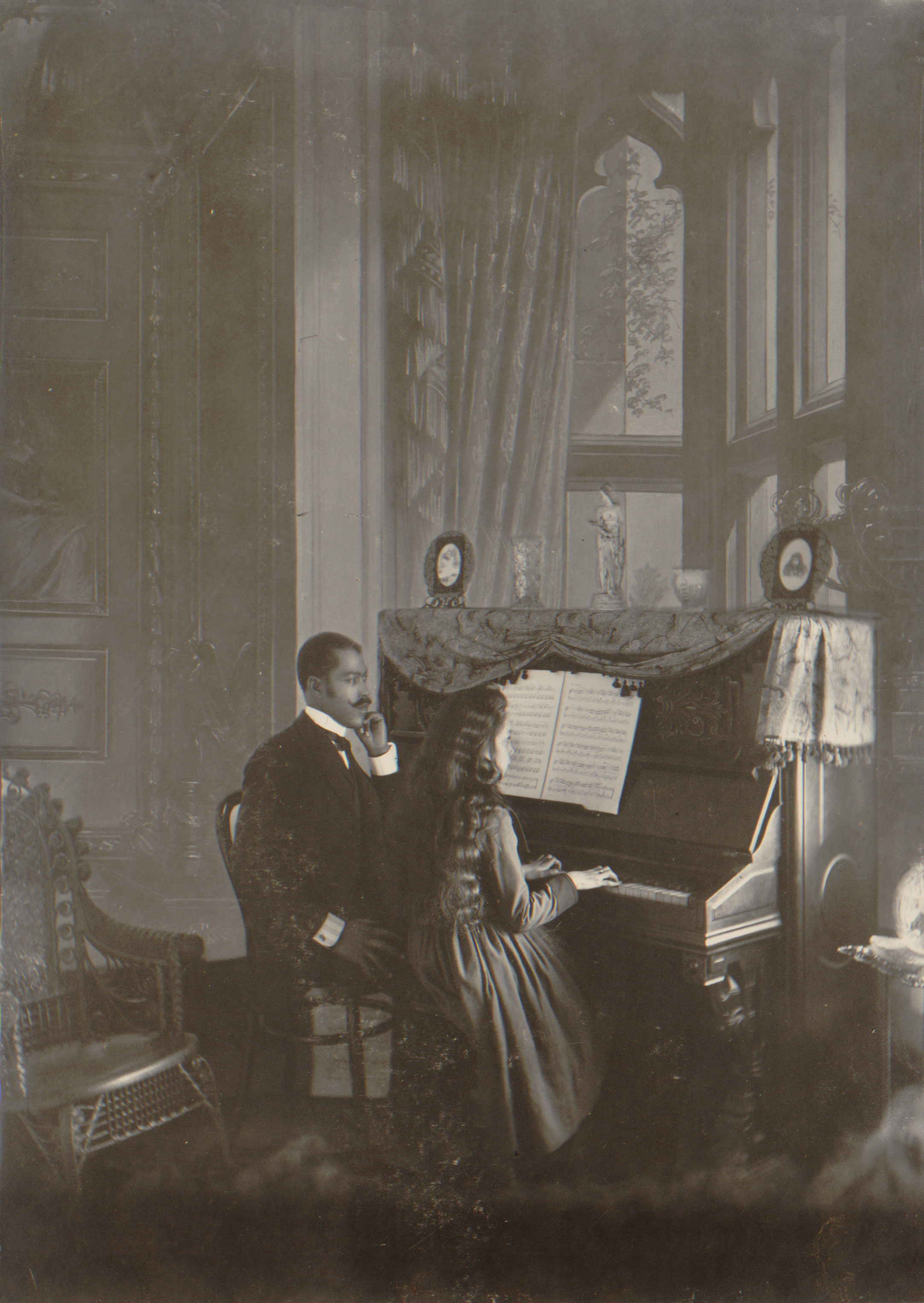
Un hombre afroestadounidense da una lección de piano a una joven mujer blanca, entre 1899 o 1900, en alguna ciudad del estado de Georgia (EE. UU.). Fotografía de una colección de W. E. B. DuBois.

La música afroestadounidense (llamada música negra, música de negros o también música afroamericana, en inglés: African American music) es un término dado a una serie de músicas y géneros musicales, como son el blues, el ragtime, el jazz, el góspel, el soul, el house o el hip hop, que provienen o están influenciados fuertemente por la cultura de la comunidad afroestadounidense de Estados Unidos.
Esta comunidad desde hace siglos ha constituido una minoría étnica de la población estadounidense. Algunos de sus antepasados fueron traídos originalmente a Estados Unidos a la fuerza para trabajar como pueblos esclavos, trayendo con ellos canciones típicamente polirrítmicas de grupos étnicos tanto de África occidental como del África subsahariana. En los Estados Unidos, como se fusionaron las culturas, múltiples tradiciones culturales africanas fueron fusionándose progresivamente con otras músicas tradicionales europeas, como la polka o el vals. Más tarde se dieron períodos de considerable innovación y cambio. Los géneros afroestadounidenses han sido muy influyentes a través de distintas clases socioeconómicas y raciales internacionalmente, disfrutando de popularidad a nivel global. La música negra y todos los aspectos de la cultura afroestadounidense son celebrados durante el Mes de la Historia del Negro en febrero de cada año en los Estados Unidos, demostrando la importancia de la música para su cultura

## Rasgos históricos
Además de aportar características armónicas y rítmicas de África occidental y subsahariana a los estilos musicales europeos, fue la condición de cautiverio padecida por los negros dentro de la sociedad estadounidense la que contribuyó a las condiciones que definirían su música. Muchas de las formas musicales que definen la música afroestadounidense tienen precedentes históricos.
Estas formas primigenias incluyen diversos elementos:
- gritos de campo.
- canción de trabajo.
- llamada y respuesta.
- vocalidad (o efectos especiales de voz): efecto gutural, vocalidad interpolada, falsete, melisma, ritmización vocal.
- improvisación.
- escala pentatónica y escala de blues.
- nota de blues.
- polirritmia: síncopa, concrescencia, tensión, improvisación, percusión, nota oscilada.
- textura: antifonía, homofonía, polifonía, heterofonía.
- armonía: progresiones vernáculas; armonía compleja y multiparte, como en los espirituales negros y el estilo barbershop.[1]

### SigloXIX
La influencia de los afroestadounidenses en la música de Estados Unidos comenzó en el siglo XIX con la llegada del black minstrel, que fue una forma de entretenimiento que consistía en sketches cómicos, varios actos, danza y música, realizados por personas de raza blanca pintados de negro, quienes satirizaban a las personas de raza negra como ignorantes, perezosos, graciosos, alegres, y musicales. Los afroestadounidenses comenzaron a incorporar una gran variedad de temas espirituales cristianos.
Durante el período de la guerra civil estadounidense (1861-1865), la expansión de la música afroestadounidense continuó. Los Fisk Jubilee Singers, un grupo de cantantes afroestadounidenses, realizaron su primera gira en 1871. Artistas como Morris Hill y Jack Delaney ayudaron a revolucionar la música africana de la posguerra en el este de los Estados Unidos. El primer grupo musical de comedia de negros, Hyers Sisters Comics Opera Co. fue organizado en 1876.
A finales del siglo, la música afroestadounidense formaba parte integral de la música estadounidense. Músicos de Ragtime (género previo al jazz) como Scott Joplin ganaron popularidad y algunos se asociaron a movimientos artísticos como Harlem Renaissance (Renacimiento de Harlem) que fue el reavivamiento del arte en los Estados Unidos, liderado por la comunidad de afroestadounidenses de Harlem, Nueva York, donde se destacaban el jazz, la literatura y la pintura, y activistas de los derechos civiles.

### Comienzos delsigloXX
Los comienzos del siglo XX vieron el crecimiento gradual en la popularidad del jazz y el blues afroestadounidenses. Así como el desarrollo de las artes visuales, el Harlem Renaissance fortaleció el desarrollo de la música.
Ante el surgimiento de artistas blancos y latinos de jazz y blues, se generó un intercambio de culturas entre las diferentes razas existentes en los Estados Unidos. La música judía, por ejemplo, tuvo notable influencia en el jazz, mientras el artista de ragtime Jelly Roll Morton, expresó que el «tinte latino» es siempre necesario en la composición de buena música. La música afroestadounidense era siempre simplificada por la audiencia europeo-estadounidense, quienes no aceptaban artistas de raza negra, dando lugar a géneros como el swing.
En escenarios, los primeros musicales escritos y producidos por afroestadounidenses en Broadway debutaron en 1898 con A Trip to Coontown, por Bob Cole y Billy Johnson. En 1901 La primera grabación conocida de músicos negros fue la de Bert Williams y George Walker, que incluía canciones de musicales de Broadway. La primera opera negra fue presentada en 1911 con Treemonisha de Scott Joplins. Al año siguiente, la primera sinfonía de orquesta de negros fue presentada en el Carnegie Hall de Manhattan, ciudad de Nueva York.
El retorno de los musicales negros a Broadway ocurrió en 1921 con Shuffle Along de los músicos Sissle y Blake. En 1927, una serie de música afroestadounidense fue presentada en el Carnegie Hall, incluyendo jazz, música sinfónica de William Christopher Handy y música de los Fisk Jubilee Singers.
La primera película musical con elenco de afroestadounidenses fue Hallelujah de King Vidor, en 1929. La primera sinfonía escrita por un afroestadounidense y presentada por una orquesta mayor fue la Afro-American Symphony de William Grant Still con la Filarmónica de Nueva York. Artistas negros participaron en operas como Porgy and Bess y FourSaints in Three Acts de Virgil Thompson en 1934. También en 1934, la Negro Folk Symphony de William Dawson se convirtió en la segunda composición afroestadounidense en recibir atención de una orquesta mayor como la Orquesta de Filadelfia.

## Mediados delsigloXX
En la década de 1940 nuevas versiones de temas musicales afroestadounidenses ya compuestos e interpretados por blancos se hicieron populares llegando a los primeros lugares en las listas de ventas, mientras las versiones originales interpretadas por negros ganaban popularidad solo entre los afroestadounidenses. En 1955, Thurman Ruth convenció a un grupo de música góspel (evangélica) a tocar en lugares seculares como el Apollo Theater, cuyo éxito llevó a este y otros grupos del género a realizar giras en todo Estados Unidos tocando en lugares populares.
Entre 1940 y 1950 los músicos afroestadounidenses desarrollaron un género llamado Rock and Roll con exponentes como Wynonie Harris. Pero fue con artistas de raza blanca como Bill Haley y Elvis Presley, quienes tocaban una fusión de rock and roll negro y música country llamada rockabilly, con quienes el rock obtuvo éxito comercial. Por ese motivo, la música rock fue asociada más a personas blancas, aunque algunos artistas negros como Chuck Berry también lograron un importante éxito.
A finales de la década de 1950, la música blues crecía en popularidad en los Estados Unidos y Gran Bretaña. También un nuevo estilo llamado doo-wop tomó un lugar importante. Un estilo nuevo de música góspel secularizada llamado soul también se desarrolló con sus pioneros Ben E. King y Sam Cooke. El soul y el rhythm and blues se convirtieron en la mayor influencia del estilo surf, llevando al tope de las listas a grupos femeninos como The Angels y The Sangrilas, en los cuales sólo algunas integrantes fueron mujeres blancas. Divas de raza negra como Diana Rose & The Supremes y Aretha Franklin se convirtieron en las estrellas de la década de 1960. En Inglaterra, el british blues o blues británico se convirtió en un gran fenómeno, retornando a los Estados Unidos como lo que llamaban the british invation o invasión británica con grupos como los Beatles quienes presentaban una fusión del clásico rhythm and blues con blues y pop en sus aspectos tradicionales y modernos.
La invasión británica sacudió de las listas de popularidad a otras bandas estadounidenses, con algunas excepciones como el grupo The mamas and the papas quienes mantuvieron una buena carrera de música pop. La música soul se mantuvo popular entre los afroestadounidenses. La música funk, que usualmente atribuyen su invención al cantante afroestadounidense James Brown, adquiriendo influencias de la música psicodélica y de lo que sería la formación de la actualmente denominada música Rock Blues a través del músico Jimi Hendrix quien fue un innovador con la guitarra eléctrica usando pedales con efectos como el pedal wah wah. En ese tiempo el soul revolucionó la música afroestadounidense con letras de contenido social que reflejaban la lucha por los derechos civiles de la época. El álbum What’s going on de Marvin Gaye, lanzado en 1971, es uno de los grandes exponentes de esta época.

### Los años 1970 y 1980
Hacia finales de los 70 el funk deriva en el llamado P-Funk, un tipo de funk psicodélico que combina rock con el funk ya existente y una mitología propia, bastante famosa en el momento. Ya en los 80, los artistas de pop negro Michael Jackson, Lionel Richie, Whitney Houston, y Prince, desarrollan una reelaboración del funk y el soul de corte completamente pop, alcanzando un gran éxito comercial.
El hip hop, que había nacido gracias a fiestas comunitarias (bloc parties) en Nueva York en los años 1970, se extiende por todo el país. Estas fiestas se originaron a partir de la cultura del sound system importada de Jamaica y es una música predominantemente negra. A principios de los años 1980, surge el techno en Detroit, considerada una música afrogermánica porque auna la experimentación electrónica alemana con las raíces de la música negra. Hasta bien avanzado su desarrollo, sus intérpretes son fundamentalmente negros. Poco tiempo después, en Chicago se desarrolla el house, fuertemente emparentado con la música disco que había venido desarrollándose desde finales de los 70.

### Los años 1990 y 2000
El R&B contemporáneo, como el post-disco versión de la música soul llegaron a ser conocidos como fue popular en todo el decenio de 1980 y 1990. Grupos masculinos en el estilo soul como The Temptations y The O'Jays son especialmente populares, entre ellos New Edition, Boyz II Men, que terminó siendo el disco más vendido de R&B en el género masculino de todos los tiempos, Jodeci, Blackstreet, y, más tarde, Dru Hill y Jagged Edge. Los grupos femeninos, incluido el TLC, Destiny's Child, y En Vogue, también fueron un gran éxito. Destiny's Child podría pasar a ser el disco más vendido del grupo vocal femenino de todos los tiempos.
En el 2000, el R&B se había desplazado hacia un énfasis en artistas solistas, entre ellos Usher y Alicia Keys, aunque grupos como B2K y Destiny's Child siguen teniendo éxito. La línea entre el hip-hop y el R&B se difuminó gracias a productores como Timbaland y Lil Jon, y artistas como Nelly, y André 3000, quien, con su amigo Big Boi, ayudó a popularizar la música Southern hip hop como Outkast.
La «música urbana» y el «radio urbano» son términos de raza neutral, también son sinónimos con el hip hop y el R&B y está asociada a la cultura hip hop que se originó en la ciudad de Nueva York. El término también refleja el hecho de que son populares en las zonas urbanas, tanto en centros de población negra y la población en general (especialmente las audiencias más jóvenes).
En febrero de 2004, se anunciaron planes para una afiliación al Museo Nacional de Arte Africano (Washington) y de la música estadounidense en el Instituto Smithsoniano que se construye en Newark, Nueva Jersey. Groundbreaking estaba prevista para 2006.

## Géneros

### La experiencia musical de los afros en América
La evolución de la música afro consta de tres etapas.
La primera etapa es la auténtica, correspondiente a los misteriosos rituales traídos por los africanos, como las ceremonias con oraciones y cantos, mezclado con danzas guerreras.
La segunda etapa de las danzas afro criollas: se caracteriza por ser donde el negro enriquece su baile africano con figuras de cuadrilla, contradanza y con elementos coreográficos que ha asimilado hábilmente del blanco. Este fue el candombe que se gestó en Uruguay, a fines del siglo XVIII.
La última etapa es a la que corresponden las comparsas carnavalescas, iniciadas en 1867, donde aparece la sociedad de negros La Raza Africana. A esta agrupación se le fueron agregando otras, como la de los Negros Lubolos, en 1874.
A continuación se analizarán tres aspectos de la música afroestadounidense; el jazz, los spirituals negros, song y los cantos de trabajo.

### El Jazz
Alrededor del año 1903 diversos hombres de New Orleans organizaron orquestas callejeras con cornetas, clarinetes, tambor, banjo y trombón, tocando melodías negras de los viejos tiempos. Estas orquestas callejeras se hicieron populares velozmente y pronto fueron imitadas por muchos músicos, no sólo negros sino también blancos.
Lo mismo ocurre en América del Sur. Los cantos negros que nacieron en los arrabales invadieron las casas de bailes, los salones, entre otros.

### Los Spirituals
Los spirituals son el producto más característico del genio negro.
Según Alain Locke, la primera vez que se dieron a conocer en Europa los negros spirituals fue en 1871, por un grupo de actores llamados los Jubilee Singers.
Luego, Henry Krehbiel, un gran crítico musical de su generación, analizó los spirituals en su obra Afro-American Folk song (‘la canción folclórica afroestadounidense’). Estas canciones se divulgaron de tal manera, expresando los sentimientos más profundos del alma del negro.
Estos consisten en una transacción entre la religión cristiana y el sentimiento religioso de la raza negra adquiriendo un carácter más solemne y expresando lo más interno de la religiosidad del negro. Los autores populares y anónimos de estos cantos pasaron a un segundo plano, para dejar que el spirituals se transforme. Esta transformación se produce cuando los artistas toman los temas populares y los traducen a un lenguaje más artístico.	
En la escritura de los spirituals se acompañan con golpes de pie o con palmadas, exclamaciones y gritos. Las partes que se acompañan con las manos o con los pies, se parecen a las partes musicales escritas para tambores, los golpes de las manos van arriba del pentagrama, los de los pies abajo. Estas partes no son acompañamientos obligatorios, obedecen al gusto del compositor.
Se puede apreciar cómo, en los spirituals, hay muchos aportes personales, por ejemplo el cantor acomoda el ritmo a su gusto.

### Los cantos de trabajo
Los cantos de trabajo como los blues pertenecen a una época sentimental de los folk song. El primer motivo de estos cantos de trabajo fue el del agua. Un blue tan representativo como Old man river recuerda precisamente esta procedencia, en el que se nota la asimilación de los ritmos del trabajo diario.
El ritmo musical de los blues es simple y característico; la forma se adapta admirablemente a la improvisación.
En el período comprendido entre los años 1875 y 1895, la verdadera música negra se había extinguido. Los mejores músicos negros de este período hicieron causa común con la música clásica para ocultar su decadencia. La música representativa del negro para el público era el jig y el clog, una mezcla de danzas negras e irlandesa.
El nacimiento del jazz se ubica alrededor de 1918. Este tiene su origen en el rig-time. El estilo esencial negro, tiene según Goldberg, tres dimensiones:realezas, rig-time, jazz. Sostiene que forman una continuidad de la música negra. El jazz original ofrece armonía. Con él nace una distintiva racial, el jazz es básicamente negro pero los blancos les han dado un contenido universal muy expresivo.
La orquesta se compone de tres tambores de procedencia africana y de uso exclusivo de los negros. Además en una orquesta corriente de jazz hay cornetín (es el más agudo, que hace la melodía), un trombón (el contrapunto), y un bajo metálico (marca el ritmo).